# Luge als Jocs Olímpics d'hivern de 2010
Als Jocs Olímpics d'Hivern de 2010 celebrats a la ciutat de Vancouver (Canadà) es disputaren tres proves de luge, dues en categoria masculina i una en categoria femenina.
La competició tingué lloc entre els dies 13 i 17 de febrer de 2010 a les instal·lacions esportives del Whistler Sliding Centre. Hi participaren un total de 107 corredors, entre ells 78 homes i 29 dones, de 24 comitès nacionals diferents.

## Resultats

### Homes
| Event              | Or                                         | Or       | Plata                              | Plata    | Bronze                                      | Bronze   |
| Individual Detalls | Felix Loch · Alemanya                      | 3:13,085 | David Möller · Alemanya            | 3:13,764 | Armin Zöggeler · Itàlia                     | 3:14,375 |
| Parelles Detalls   | Àustria · Andreas Linger · Wolfgang Linger | 1:22,705 | Letònia · Andris Šics · Juris Šics | 1:22,969 | Alemanya · Patric Leitner · Alexander Resch | 1:23,040 |

### Dones
| Event              | Or                        | Or       | Plata                     | Plata    | Bronze                          | Bronze   |
| Individual Detalls | Tatjana Hüfner · Alemanya | 2:46,524 | Nina Reithmayer · Àustria | 2:47,014 | Natalie Geisenberger · Alemanya | 2:47,101 |

## Medaller
| Pos. | País     | Or | Plata | Bronze | Total |
| 1    | Alemanya | 2  | 1     | 2      | 5     |
| 2    | Àustria  | 1  | 1     | 0      | 2     |
| 3    | Letònia  | 0  | 1     | 0      | 1     |
| 4    | Itàlia   | 0  | 0     | 1      | 1     |